# Carlo Servolini
Carlo Servolini (Livorno, 5 aprile 1876 – Collesalvetti, 12 settembre 1948) è stato un pittore italiano.

## Biografia
Nato da umile famiglia, studia prima alla Scuola di Arti e Mestieri di Livorno, sotto la guida di Lorenzo Cecchi e poi alla Accademia di belle arti di Firenze. Diventa poi insegnante di Disegno negli Istituti tecnici.
Contemporaneamente ha modo di frequentare gli ambienti artistici-culturali livornesi, in particolar modo il Caffè Bardi, dove entra in contatto con le idee della Rosacroce cattolica di Joséphin Péladan importate nella città dall'incisore belga Charles Doudelet.
L'attenzione che Servolini rivolge all'umanità si circostanzia in una serie di quadri come i “Notturni”, o come quelli che immortalano gli aspetti più inquietanti dei conflitti bellici. 
Il suo naturalismo postmacchiaiolo è dunque in primo luogo specchio della dolorosa condizione in cui si dibatte l'uomo.
È soltanto negli anni trenta che Carlo Servolini accede ai circuiti artistici che più contano, sia a livello nazionale che internazionale. Partecipa alla Biennale di Venezia nel 1936, 1940 e 1942, e alla Quadriennale di Roma, nel 1935, 1939 e 1943. Espone poi con successo ad importanti manifestazioni inglesi e americane.
Pratica con efficacia anche l'arte incisoria, ispirando anche suo figlio, Luigi Servolini che presto ne diverrà un maestro.